# Вулиця Санітарна (Львів)
Вулиця Санітарна — вулиця у Залізничному районі міста Львова, у місцевості Скнилівок. Сполучає вулиці  Хоробрих та Лікувальну.
Вулиця виникла на початку XX століття у складі передміського селища Скнилівок. Після приєднання селища міста у 1952 році, вулиці колишнього селища були перейменовані або ж новоутвореним вулицям надавалися певні назви. Так, у 1958 році вулиця отримала сучасну назву Санітарна.
Забудова вулиці Санітарної — одноповерховий конструктивізм 1930-х та 1950-х років, нові індивідуальні забудови.